# ريتشارد وارد غريني
ريتشارد وارد غريني (بالإنجليزية: Richard Ward Greene)‏ هو محامي وقاضي وسياسي أمريكي، ولد في 1792، وتوفي في 1875.